# Rhaphium pitkini
Rhaphium pitkini är en tvåvingeart som beskrevs av Grichanov 1995. Rhaphium pitkini ingår i släktet Rhaphium och familjen styltflugor. Inga underarter finns listade i Catalogue of Life.